# Josep Selva Vives
Josep Selva Vives (Reus, 25 de maig de 1902 - Barcelona, 1987) va ser un escriptor i historiador de l'art català.
Traslladat a Barcelona el 1918 va dedicar-se a l'estudi de l'art. El 1931 va començar a treballar com a expert en història de l'art a la Junta de Museus de Barcelona. El 1947 va ser conservador del Museu d'Art Modern de Barcelona i des del 1967 director de Serveis Especials. El 1955 va ser secretari de l'Escola Massana. Va redactar diversos volums de la col·lecció «Speculum Artis», de l'editorial Amaltea, dedicats a l'art en el temps dels Reis Catòlics, durant els Àustries i en l'època dels Borbons. També va publicar estudis sobre les arts aplicades a l'edat antiga i mitjana, sobre el Renaixement a Alemanya i sobre pintura holandesa al segle xix. Va escriure també una biografia sobre l'escultor Joan Rebull que va sortir a les publicacions de l'Associació d'Estudis Reusencs.
Els seus poemes els va publicar a Nova Revista de Barcelona el 1927, a la Revista del Centre de Lectura de Reus i a altres publicacions reusenques. Publicava narracions a La Publicitat i a La Veu de Catalunya. Com a novel·lista va publicar La Llum i l'ombra (Proa 1931) i Albada (Proa 1933). Va ser autor de gran quantitat d'articles sobre art a revistes especialitzades de Madrid i Barcelona i va col·laborar al Diccionario biográfico de Artistas catalanes dirigit per J.F. Ràfols.